# トリ酢酸ラクトナーゼ
トリ酢酸ラクトナーゼ（Triacetate-lactonase、EC 3.1.1.38）は、以下の化学反応を触媒する酵素である。
トリ酢酸ラクトン+水{\displaystyle \rightleftharpoons }トリ酢酸
従って、この酵素の2つの基質はトリ酢酸ラクトンと水、生成物はトリ酢酸である。
この酵素は、加水分解酵素に分類され、特にカルボキシルエステル結合に作用する。系統名は、トリ酢酸ラクトン ラクトノヒドロラーゼ（triacetolactone lactonohydrolase）である。